# Romelio Salas
Romelio Salas Caicedo (ur. 5 maja 1958 w Buenaventurze) – kolumbijski zapaśnik w stylu wolnym. Dwukrotny olimpijczyk. Odpadł w eliminacjach turnieju w Los Angeles 1984 (walczył w obu stylach) i zajął jedenaste miejsce w Barcelonie 1992 w kategorii 74 kg. Mieszka w USA. Zawodnik Pacific University Oregon.
Dwukrotny uczestnik mistrzostwach świata, piętnasty w 1995. Piąty na igrzyskach panamerykańskich w 1975 i 1987. Złoty medal na mistrzostwach panamerykańskich w 1992. Trzeci na igrzyskach boliwaryjskich w 1973 roku.